# کاش اینجا بودی (فیلم ۱۹۸۷)
«کاش اینجا بودی» (انگلیسی: Wish You Were Here) فیلمی در ژانر کمدی-درام و به کارگردانی دیوید لیلند است که در سال ۱۹۸۷ منتشر شد. از بازیگران آن می‌توان به امیلی لوید و تام بل اشاره کرد.